# Jamnica (województwo podkarpackie)
Jamnica – wieś w Polsce, położona w województwie podkarpackim, w powiecie tarnobrzeskim, w gminie Grębów.
| SIMC    | Nazwa | Rodzaj    |
| ------- | ----- | --------- |
| 0792432 | Niwka | część wsi |

W II Rzeczypospolitej miejscowość w powiecie tarnobrzeskim województwa lwowskiego.
8 czerwca 1943 żandarmi niemieccy i Ukraińcy z SS Galizien zastrzelili tutaj 19 Polaków.
W latach 1975–1998 miejscowość administracyjnie należała do województwa tarnobrzeskiego.